# Angeli bianchi... angeli neri
Angeli bianchi... angeli neri è un film del 1970 diretto da Luigi Scattini.

## Trama
Il documentario ripercorre numerosi episodi esoterici. Nel corso del film sono riprese messe nere, cerimonie di iniziazione, culti tribali, sabba e fenomeni di parapsicologia. Alcune sequenze mostrano Anton LaVey intento a celebrare funzioni sataniche.

## Produzione

### Soggetto e sceneggiatura
Racconta Scattini: «Io volevo portare avanti il discorso documentaristico, perché ero nato come documentarista e quello volevo fare nella vita. Decisi quindi di continuare a girare questo tipo di film ma in un campo completamente nuovo e allora completamente inedito; quello della magia, della parapsicologia ma soprattutto la magia portata nei paesi civilizzati».
Il testo originale, narrato da Enrico Maria Salerno, è stato curato dallo scrittore Alberto Bevilacqua.
È uno dei primi mondo movie a trattare argomenti esoterici.

## Distribuzione

### Data di uscita
Uscì nelle sale cinematografiche italiane nel febbraio del 1970. Venne, successivamente, esportato all'estero, col titolo Witchcraft '70.

## Colonna sonora
L'edizione musicale è stata composta dal maestro Piero Umiliani. La colonna sonora è stata stampata in vinile ed è stata riproposta, in versione rimasterizzata, dalla etichetta Schema Records.
Si tratta di un album che contamina, principalmente, la samba con alcuni pezzi influenzati dalle tonalità della bossa nova.
La parte vocale è stata affidata alla cantante lirica Edda Dell'Orso, celebre per le sue collaborazioni con il premio Oscar Ennio Morricone.
Riguardo alla colonna sonora, il regista Scattini ha affermato, in una intervista: «Credo in assoluto sia tra le più belle musiche scritte da Piero Umiliani».

### Tracce
Lato A
Testi e musiche di Piero Umiliani, tranne dove specificato.
1. Shirley Harmer – Sweet Revelation – 3:58 (testo: Lydia MacDonald)
2. Maria da Penha Silva – Saudade – 1:32
3. Saudade – 3:04
4. Folk Time – 2:37
5. David William Agnew – The City Life – 2:50 (testo: Giuliano Tilesi)
6. Carnaval – 2:58
7. I Cantori Moderni di Alessandroni – Streghe a convegno (riunione, sarabanda, purificazione) – 3:38

Durata totale: 20:37
Lato B
1. Shirley Harmer – Magical Children – 2:52 (testo: Lilian Terry)
2. I Cantori Moderni di Alessandroni – Magical Moonlight – 2:53
3. Edda Dell'Orso – Macumba – 2:17
4. Nora Orlandi – La foresta incantata – 3:52
5. David William Agnew – Now I'm On My Own – 2:42
6. Toccata E Samba – 2:43
7. Iniziazione di una giovane strega – 2:38

Durata totale: 19:57

## Promozione
Le locandine italiane presentavano la seguente tagline: «Sono uomini e donne che vivono tra noi... e cercano di imprigionarci con la millenaria magia nera delle streghe».

## Versioni alternative
L'edizione americana presenta una colonna sonora completamente diversa. Il narratore è l'attore Edmund Purdom. Comprende, inoltre, alcune scene inedite.

## Accoglienza

### Critica
Il critico Paolo Mereghetti, nel suo dizionario omonimo, recensisce l'opera in modo negativo, sottolineando come l'autore «oscilli tra moralismi spiccioli e dileggi nello stile di Gualtiero Jacopetti».